# 페냐 (언어)
페냐(러시아어: феня) 또는 펜카(фенька)는 러시아의 행상인이 사용하던 말에서 유래한 은어 체계로, 현대에 와서는 범죄자나 전 수감자들 사이에서 쓰이는 감옥 속어로 쓰이게 되었다. 이름은 본래 수즈달 방언을 가리키던 "오페냐어"(офенский язык)라는 말에서 유래했으며, 중세 시대에는 이콘을 재판매하는 행상인들이 다른 사람들이 알아듣지 못하게 하기 위해 만들어낸 암호 언어 체계였다. 문법은 러시아어와 대략 같으나 어휘가 크게 다르다. 시간이 지남에 따라 그리스어, 이디시어 등에서 유래한 외래 어휘도 많이 도입되었다.

## 같이 보기
- 변말